# Ericeia epitheca
Ericeia epitheca är en fjärilsart som beskrevs av Swinhoe 1915. Ericeia epitheca ingår i släktet Ericeia och familjen nattflyn. Inga underarter finns listade i Catalogue of Life.